# Stašov (kraj środkowoczeski)
Stašov – gmina w Czechach, w powiecie Beroun, w kraju środkowoczeskim. Według danych z dnia 1 stycznia 2013 liczyła 422 mieszkańców.